# Ubatuba
Ubatuba è un comune del Brasile nello Stato di San Paolo, parte della mesoregione della Vale do Paraíba Paulista e della microregione di Caraguatatuba.
La cittadina è una località balneare, oltre a numerose spiagge, poco al largo della costa, si trovano alcune isole come l'Ilha das Couves e l'Ilha Anchieta.